# Internationale (sang)
 For alternative betydninger, se Internationale. (Se også artikler, som begynder med Internationale)
Internationale er en berømt socialistisk sang. Den var oprindeligt skrevet af Eugène Pottier (1816-1887) på fransk og sat til den franske nationalmelodi Marseillaisen. Senere satte Pierre De Geyter (1848-1932) teksten om til en ny melodi og det er denne der bruges i dag. Sangen var Sovjetunionens nationalmelodi fra 1917-1944. Dansk gendigtning ved Hans Laursen.

## Dansk tekst til "Internationale"
Rejs jer, fordømte her på jorden, 

rejs dig, du sultens slavehær! 

I rettens krater buldrer torden, 

nu er det sidste udbrud nær. 

Bryd kun fortids møre mur i stykker, 

slaveskare, der er kaldt; 

snart verdens grundvold sig forrykker, 

fra intet da vi bliver alt! 

/:Vågn til kamp af jer dvale, 

til den allersidste dyst; – 

og internationale 

slår bro fra kyst til kyst.:/
Ej nogen mægtig gud og kejser 

og folkehøvding står os bi. 

Nej, selv til kampen vi os rejser, 

vor folkeret forlanger vi. 

For at knuse tyvene, vi føder, 

for at fri vor bundne ånd 

vi puste vil til essens gløder 

og smede med en senet hånd. 

/:Vågn til kamp af jer dvale, 

til den allersidste dyst; – 

og internationale 

slår bro fra kyst til kyst.:/ 

Vi knuges under stat og love, 

vi flås af skattens skarpe klo. 

Og pligtfri kan den rige sove, 

vor ret kan ingen steder gro. 

Lad os kaste åget af vor nakke! 

Lighed fordrer: pligt for ret! 

Med pligterne vi tog til takke, 

nu tager vi vor løn for det. 

/:Vågn til kamp af jer dvale, 

til den allersidste dyst; – 

og internationale 

slår bro fra kyst til kyst.:/ 

Ved ofringen til Mammons ære 

har guldets konger aldrig haft 

et andet mål end det: at tære 

på proletarens arbejdskraft. 

Denne bande ved vor slid og plage 

til en mægtig rigdom kom; 

og når vi fordrer den tilbage, 

forlanger vi vor ejendom. 

/:Vågn til kamp af jer dvale, 

til den allersidste dyst; – 

og internationale 

slår bro fra kyst til kyst.:/ 

Med krigsbegejstring de os fylder

de konger, før vi skal i slag

Men voldens herrer væk vi skyller

på massemytteriets dag

Bær da stejkeånden ind i hæren

og på næste krigs signal

vi siger nej til helteæren
 
og skyder hærens general

/:Vågn til kamp af jer dvale, 

til den allersidste dyst; – 

og internationale 

slår bro fra kyst til kyst.:/ 

Arbejdere i stad, på landet, 

en gang skal verden blive vor. 

Den dovne snylter skal forbandet 

forjages fra den rige jord. 

Mange gribbe på vort blod sig mætter; 

lad os jage dem på flugt. 

Vor kamp en herlig tid forjætter 

hvor solen altid stråler smukt. 

/:Vågn til kamp af jer dvale, 

til den allersidste dyst; – 

og internationale 

slår bro fra kyst til kyst.:/